# سن-پیر-بوا
سن-پیر-بوا (به فرانسوی: Saint-Pierre-Bois) یک کمون در فرانسه با جمعیت ۷۱۵ نفر است که در Canton of Villé واقع شده‌است.